# Racismo en Colombia
El racismo o discriminación en Colombia ha afectado principalmente los derechos de los indígenas colombianos y de los afrocolombianos. Se estima que este problema proviene de la exclusión existente durante la época colonial, cuando los nativos y los africanos eran destinados a trabajos forzados y otras formas de dominación. Las primeras décadas de la época republicana en Colombia también fueron testigos de los problemas discriminatorios que habían dejado los europeos tras el paso por el país, y aunque la esclavitud de los afros fue abolida en 1851 el problema persiste hasta la actualidad de dónde la discriminación racial.

## Orígenes coloniales
Los primeros expedicionarios ibéricos arribaron al actual territorio de Colombia en 1499. A partir de entonces los colonizadores se impusieron paulatinamente sobre la población nativa y convirtieron el territorio en una colonia castellana. Desde el principio se buscaba que el gobierno colonial estuviera integrado únicamente por españoles ("peninsulares"). Para garantizar que esto se cumpliera se aplicó en América una medida que ya era muy común en España: la limpieza de sangre. Esta condición designaba a aquellas personas cuyos ancestros eran totalmente cristianos ("cristianos viejos"). De esa manera se intentaba impedir que musulmanes y judíos conversos entraran en el gobierno. Para el caso de América se buscaba que ningún descendiente de indígenas o africanos hiciera parte de la administración. Se procedía entonces a verificar que un candidato a un cargo público no tuviera indígenas o africanos entre sus ancestros y que cumpliera así con la limpieza de sangre. De este modo se puede ver que en la sociedad colonial hubo desde el principio distintas formas de discriminación, con las cuales se buscaba garantizar la permanencia en el poder de los invasores europeos y cristianos.
Es conveniente aclarar que durante el periodo colonial en la Nueva Granada (hoy Colombia) y en toda América la palabra raza tenía un significado distinto al que tendría después. En aquel entonces se entendía por raza una especie de "mancha en el linaje" (mácula). De esta forma los indígenas y africanos (al igual que musulmanes y judíos) y sus descendientes mestizos serían portadores de la raza o mancha. Esto era así porque aquellos pueblos llevaban muy poco tiempo siendo cristianos. Por el contrario los cristianos viejos españoles no serían portadores de la raza. Entre esos españoles se incluía a los criollos (hijos de españoles pero nacidos en América).
La limpieza de sangre tenía limitaciones. Durante el siglo XVIII en la Nueva Granada hubo un gran número de pleitos judiciales en los que algunas personas pedían que no se les tratara como mestizos o mulatos (personas de descendencia mixta). Esto deja ver que en virtud del mestizaje existían muchas personas cuyos orígenes étnicos eran dudosos y que podían ser objeto de discriminación aunque afirmaran ser cristianos viejos. Por eso aunque en algunos casos los mestizos pudieran ascender socialmente, sobre ellos también pesaba la exigencia de ser limpios de sangre. La población mestiza (las llamadas "castas" en aquel periodo) estaba siendo objeto de una discriminación parecida a la que experimentaban los indígenas y afrodescendientes. Ya por entonces la tez blanca era asociada con la limpieza de sangre, pues las personas que cumplían con ella por lo general eran blancas.

## El racismo durante el conflicto armado
Algunas investigaciones recientes afirman que hubo actitudes racistas y casos de discriminación. Esto se observa sobre todo cuando se ven los casos de violencia en que resultaron afectados los pueblos étnicos de Colombia. Efectivamente gran parte de los pueblos indígenas y afrodescendientes del país viven en zonas que han sido escenario de la confrontación violenta. Tanto los grupos alzados en armas (las FARC-EP, el ELN, etc.) como los paramilitares y las mismas fuerzas del Estado han ejercido violencia contra las comunidades étnicas. Ejemplos de esto es el caso del Cauca: amplias zonas del departamento (pobladas por indígenas y afrodescendientes) han sido utilizadas como corredor para el narcotráfico o como área de cultivo de la coca. Esto ha generado disputas entre grupos armados por el control de la zona y sus recursos económicos. Paulatinamente la población de la zona ha sido estigmatizada por la participación de algunos de sus miembros en la confrontación armada y el narcotráfico. Hay además muchos ejemplos que muestran que algunos grupos armados fueron especialmente violentos con los grupos étnicos:
"La estigmatización [...] llegó a extremos de racismo directo en casos como el de la comandancia del Frente Golfo de Morrosquillo, Bloque Héroes de los Montes de María, de las Autodefensas Unidas de Colombia (AUC). Alias Cadena era reconocido en todas las comunidades del territorio por ser responsable de crímenes en su contra, motivados y acompañados por racismo y discriminación racial. Al respecto, uno de sus mandos en la estructura afirmó que:
«Él trataba de flojos a los negros, decía que quería más a los indios que a los negros flojos, menospreciaba la raza negra. Él los maltrataba nada más por ser negros. A más de uno le pegaba, la sacaba barata a quien le pegara y no lo matara»"